# Ventrières

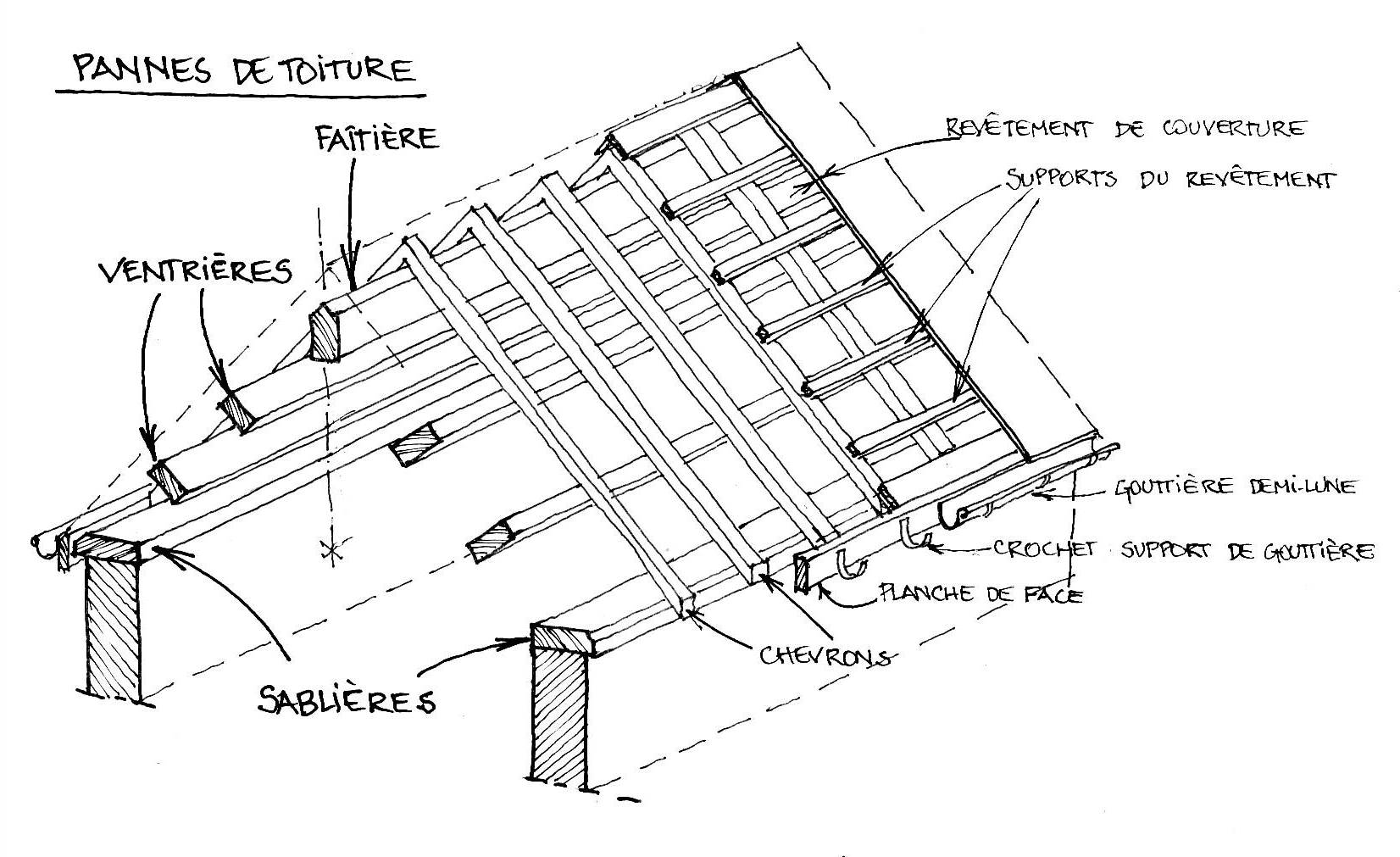
Pannes : dénominations spécifiques.

Une panne ventrière est une panne située entre la tête de versant de la charpente (panne faitière et le pied du versant (panne sablière).
Suivant la longueur du versant et suivant la portée entre les structures primaires (ferme de charpente ou murs de refend), on peut avoir plusieurs pannes ventrières sur un même versant. Elles supportent la forme de pente (chevrons ou plaques de couverture).
Pour une portée (distance entre les supports primaires) de 3,60 m à 4,20 m, l'entraxe (longueur entre appuis sur les différentes pannes) peut varier entre 1,10 m et 1,50 m et en fonction des sections commerciales de résineux indigènes utilisées : de 6,5/18 cm (63/175 mm) à 8/23 cm (75/225 mm).